# 银色高山䶄
银色高山䶄（学名：Alticola argentata）为仓鼠科高山䶄属的动物。在中国大陆，分布于新疆等地，一般生活于山地草原（岩坡）及山地针叶林。该物种的模式产地在帕米尔山地。

## 亚种
- 银色高山䶄天山亚种（学名：Alticola argentata lecurus），Severtzov于1873年命名。在中国大陆，分布于新疆（天山山地）等地。[2]
- 银色高山䶄阿莱亚种（学名：Alticola argentata rosanovi），Ognev于1940年命名。在中国大陆，分布于新疆（乌恰县帕米尔山地）等地。该物种的模式产地在俄罗斯中亚地区。[3]